# Clavia Nord Lead

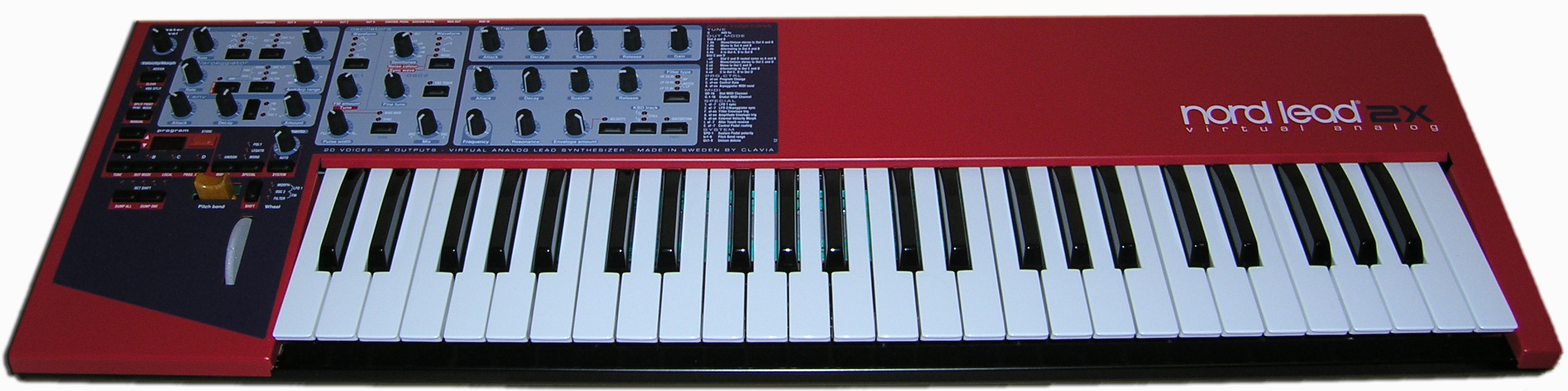
Nord Lead 2.

Le Clavia Nord Lead est un clavier électronique fabriqué par la société suédoise Clavia. Après le premier modèle de 1995, d'autres plus modernes lui ont tour à tour succédé en conservant le nom et en rajoutant un chiffre. le modèle le plus récent est le Nord lead 4, sorti en 2014.
Le Nord lead est un des premiers synthétiseurs numériques qui est parvenu à émuler totalement un synthétiseur analogique.

## Versions
- Nord Lead, le modèle original sorti en 1995[1].
- Nord Lead 2, sorti en 1997, utilise la synthèse soustractive[2].
- Nord Lead 3, sorti en 2001, utilise plusieurs synthèses, dont la synthèse FM. Le changement du processeur audio implique, selon certains, des sonorités différentes des autres produits de la gamme Lead[3].
- Nord Lead 2X, sorti en 2003, augmentation de la polyphonie à 20 notes, résolution 24 bits, plus de mémoires[4].
- Nord Lead 4, sorti en 2014[5].

## Musiciens utilisant le Nord Lead
- Thirty Seconds to Mars
- Autechre
- Alexandre Astier
- Björk
- David Bowie
- Dr.Dre
- Pierre de Bethmann
- Jean Michel Jarre
- Keane
- Kraftwerk
- Malajube
- Yael Naim
- Ratatat
- Sanseverino
- The Crystal Method
- The New Cities
- The Prodigy
- Rone
- The Rusty Bells
- Hiromi Uehara
- Charlie Winston
- Mic Michaeli